# Малево (Лодзинське воєводство)
Малево (пол. Malewo) — село в Польщі, у гміні Кшижанув Кутновського повіту Лодзинського воєводства.
Населення — 106 осіб (2011).
У 1975-1998 роках село належало до Плоцького воєводства.

## Демографія
Демографічна структура станом на 31 березня 2011 року:
|          | Загалом | Допрацездатний вік | Працездатний вік | Постпрацездатний вік |
| -------- | ------- | ------------------ | ---------------- | -------------------- |
| Чоловіки | 53      | 12                 | 38               | 3                    |
| Жінки    | 53      | 8                  | 37               | 8                    |
| Разом    | 106     | 20                 | 75               | 11                   |